# 상궁 김씨
상궁 김씨(1584년 ~ 1623년)는 선조, 광해군 때의 상궁으로, 본명은 김개시(金介屎)이다. 광해군 때 국정에 개입해 권력을 휘두르다가 인조 반정으로 참수되었다. 연산군 시절의 장녹수와 함께 조선시대의 폐비이다.
광해군의 세자시절 처소인 동궁에 입궁하게 되었다. 머리가 똑똑하고 문서처리에 능하여 선조의 나인으로 발탁된후, 선조의 승은(承恩)을 받아 특별상궁이 되었으나, 후궁에 오르지는 못했다. 춤과 노래에 능하고 판단력, 정치감각이 뛰어나며 술수에 능하여 광해군의 측근이 된후 정승 버금가는 권력을 휘둘렀다. 광해군을 배신하고 서인들이 주도한 인조반정에 협력하였으나 반정후에 요부로 지목되어 처형되었다.

## 생애
조선왕조실록 『광해군일기』에는 "김상궁은 이름이 개시(介屎)로 나이가 차서도 용모가 피지 않았는데, 흉악하고 약았으며 계교(計巧)가 많았다."고 기록되어 있다. 『계축일기』에서는 '가히'라는 이름으로 등장하며, 또 그의 이름이 『연려실기술』과 『공사견문록』 등에 각각 '개희(介姬)', '가시(可屎)'라고도 표기되어 있는 점으로 미루어, 그의 이름 '개시(介屎)'는 기존에 흔히 알려져 있는 '개똥이'가 아니라 '가희'의 음차인 것으로 보인다.
원래 춘궁(왕세자, 즉 광해군)의 시녀였는데, 글을 잘알고 문서 처리에 능했기에 선조의 나인으로 발탁되었다. 이후 광해군의 아버지인 선조의 승은(承恩)을 받아 특별상궁이 되었으나, 후궁에는 오르지 못했다. 민첩하고 꾀가 많아 선조와 광해군의 총애를 받았다. 연산군 시절에 장녹수는 예술적 재능만 있었으나 김개시는 춤과 노래뿐만 아니라 판단력이 뛰어나고 정치적 감각이나 술수에 능했다.
광해군의 왕위 계승을 위해 광해군을 추종하는 세력인 대북파와 손을 잡았다. 광해군이 즉위한 후에는 지밀나인이 되었다가 훗날 제조상궁이 되었다. 선왕의 특별상궁을 가까이 한다하여 비난의 소리가 있었으나 광해군은 김개시를 신임했고 김개시 역시 광해에게 충심을 다하며 온갖 악역을 도맡아 했다. 반대 세력인 소북파 숙청작업, 선조의 유일 적자인 영창대군 사망, 영창대군의 어머니인 인목왕후 서궁유폐에 상당한 역할을 하였다.
김개시는 권신 이이첨과 쌍벽을 이룰 정도로 권력을 휘둘렀다. 매관매직(賣官賣職)을 일삼는 등 그 해독이 커서 윤선도, 이회(李洄) 등이 여러 번 상소하여 탄핵하였으나, 도리어 그들이 유배되었다. 조야집요에 따르면, 그의 권력은 중전 유씨를 능가하여 광해군이 어느 후궁의 처소에 침소를 드는 것까지 광해군에게 직접 정해줬다고 한다.
그러나 결국 반정의 주력인물인 김자점에게서 뇌물을 받고 광해군을 배신하였다. 수 차례 반정에 관한 상소가 올라왔으나 김개시는 광해군의 판단력을 흐리게 만들었다. 인조반정 당일 구체적인 반정 참여명단이 포함된 상소가 올라왔지만 광해군은 김개시의 말만 듣고 이를 무시한채 연회를 즐겼다. 1623년(광해군 15년) 3월 13일 서인들이 주도한 인조 반정이 성공한 뒤, 인조 측에 의해 요부로 지목된 후 처형되었다.

## 일화
선조의 계비인 인목왕후와 대립관계였는데, 인목왕후가 정명공주를 회임하였을 때 도깨비 소동으로 유산을 시키려 했다는 이야기가 《계축일기》에 기록되어 있다.

## 가계
- 아버지 : 김씨
- 어머니 : 강씨

## 상궁 김씨가 등장한 작품
영화
- 《인목대비》 (1962년, 배우:이민자)

드라마
- 《여인열전 - 서궁마마》 (MBC, 1982년, 배우:김보연)
- 《조선왕조 오백년 - 회천문》 (MBC, 1986년, 배우:원미경)
- 《서궁》 (KBS, 1995년, 배우:이영애)
- 《천둥소리》 (KBS, 2000년~2001년, 배우:이주화)
- 《왕의 여자》 (SBS, 2003년~2004년, 배우:박선영)
- 《불멸의 이순신》 (KBS, 2004년~2005년, 배우:최화정)
- 《왕의 얼굴》 (KBS, 2014년~2015년, 배우:조윤희, 전민서)
- 《화정》(MBC, 2015년, 배우:김여진, 신린아, 조정은)
- 《왕이 된 남자》(tvN, 2019년, 배우:민지아)
- 《보쌈 - 운명을 훔치다》(MBN, 2021년, 배우:송선미)

## 같이 보기
- 장녹수